# КВ-1

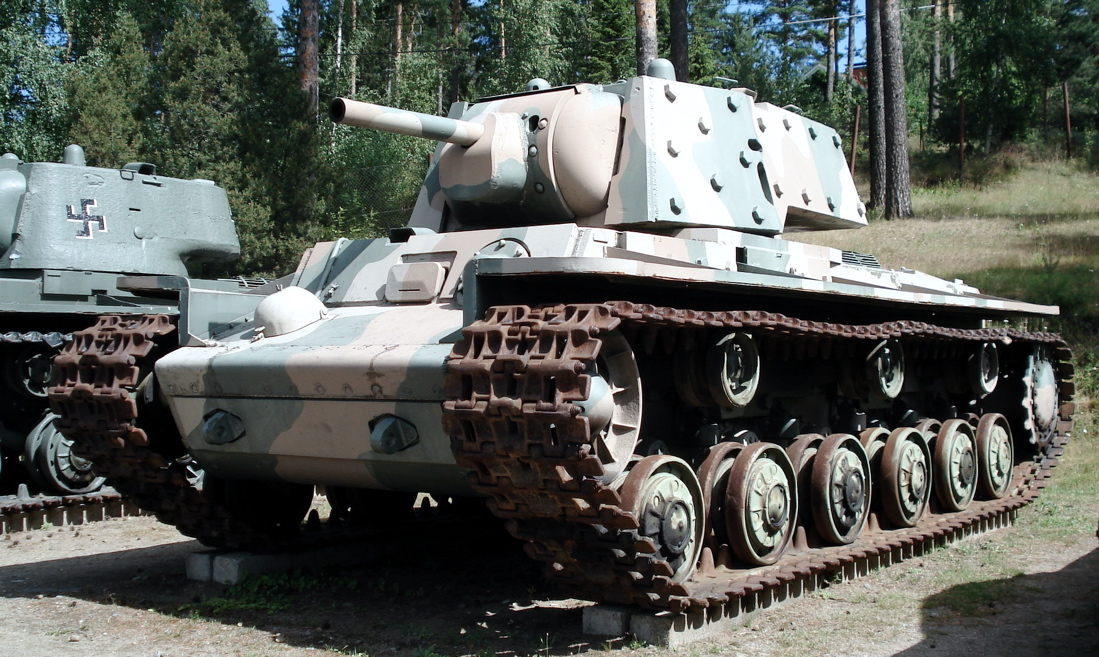
Трофейний КВ-1Е 1941 року, Танковий музей м. Парола, Фінляндія

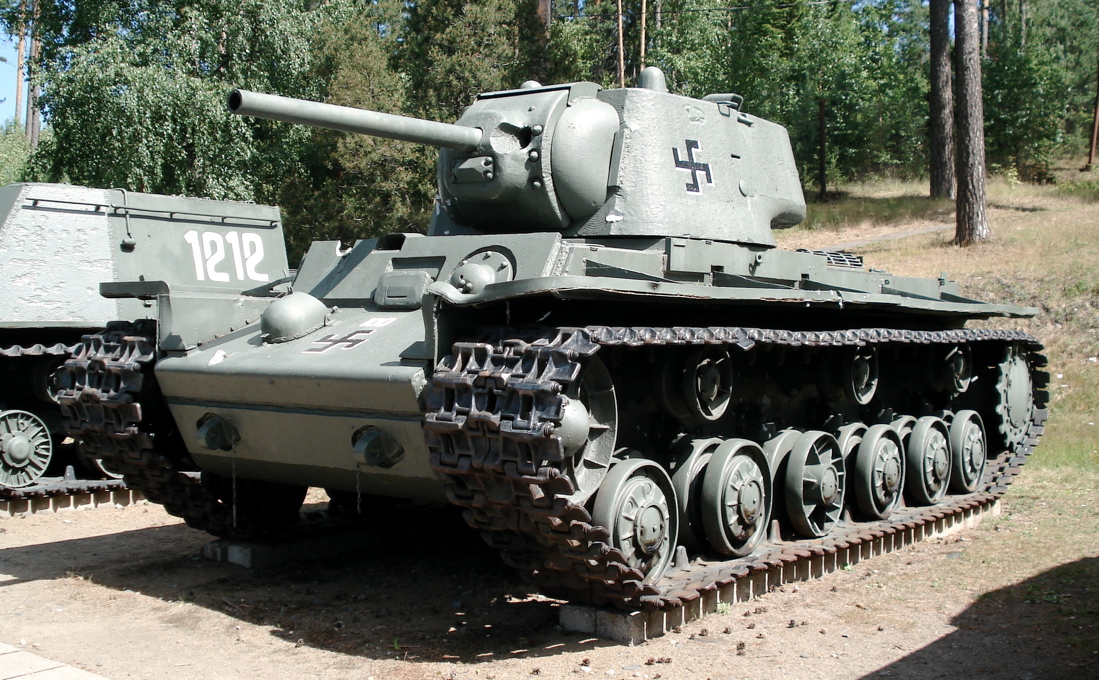
Трофейний КВ-1 1942 року, Танковий музей м. Парола, Фінляндія

КВ-1 (скорочення від Клим Ворошилов) — радянський важкий танк часів Другої світової війни. Зазвичай називається просто «КВ»: танк створювався під цим ім'ям і лише пізніше, після появи танка КВ-2, КВ першого зразка отримав цифровий індекс. Випускався з березня 1940 по серпень 1942 року. Брав участь у війні з Фінляндією і Німецько-радянській війні.

## Історія створення
Існує помилкова думка, що танк був створений у ході Фінської кампанії для прориву фінських довготривалих укріплень (лінії Маннергейма). Насправді танк почав проєктуватися ще наприкінці 1938 року, коли стало остаточно зрозуміло, що концепція багатобаштового важкого танка, подібного Т-35, є тупиковою. Було очевидно, що наявність великої кількості башт не є перевагою. А гігантські розміри танка лише збільшують його вагу і не дозволяють використовувати досить товсту броню.
Наприкінці 1930-х були зроблені спроби розробити танк зменшених (у порівнянні з Т-35) розмірів, але з товстішою бронею. Проте конструктори так і не зважилися відмовитися від використання кількох башт: вважалося, що одна гармата буде боротися з піхотою і придушувати вогневі точки, а друга обов'язково повинна бути протитанковою — для боротьби з бронетехнікою.
Нові танки, створені в рамках цієї концепції (СМК і Т-100), були двохбаштовими, озброєними 76-мм і 45-мм гарматами. І лише як експеримент розробили ще й зменшений варіант СМК — з однією баштою. За рахунок цього скоротилася довжина машини (на два опорних катка), що позитивно позначилося на динамічних характеристиках. На відміну від попередника, КВ (так назвали експериментальний танк) отримав дизельний двигун. Перший зразок танка було виготовлено на Ленінградському Кіровському заводі (ЛКЗ) у серпні 1939 року. Спочатку провідним конструктором танка був А. С. Єрмолаєв, потім — М. Л. Духов.
30 листопада 1939 почалася радянсько-фінська війна. Військові не упустили нагоду випробувати нові важкі танки. За день до початку війни (29 листопада 1939 р.) СМК, Т-100 і КВ вирушили на фронт. Їх надали 20-й танковій бригаді, оснащеної середніми танками Т-28.

## Конструкція
Для 1940 серійний КВ-1 був справді новаторською конструкцією, що втілила в собі передові ідеї того часу: індивідуальну торсіонну підвіску, надійне протиснарядне бронювання, дизельний двигун і одну потужну універсальну гармату в рамках класичного компонування. Хоча окремі рішення з цього набору неодноразово реалізовувалися раніше на інших іноземних і вітчизняних танках, КВ-1 був першою бойовою машиною, що втілила в собі їх комбінацію. Деякі експерти розглядають його як етапну машину в світовому танкобудуванні, що суттєво вплинуло на розробку подальших важких танків в інших країнах. Класичне компонування на серійному радянському важкому танку було застосовано вперше, що дозволило КВ-1 отримати найвищий рівень захищеності і великий модернізаційний потенціал в рамках цієї концепції у порівнянні з попередньою серійною моделлю важкого танка Т-35 та дослідними машинами СМК і Т-100 (всі — багатобаштових типів). Основою класичного компонування є поділ бронекорпуса від носа до корми послідовно на відділення управління, бойове відділення та моторно-трансмісійне відділення. Механік-водій і стрілець-радист розміщувалися у відділенні управління, три інші члени екіпажу мали робочі місця в бойовому відділенні, яке об'єднувало середню частину бронекорпуса та башту. Там же розташовувалися гармата, боєзапас до неї та частина паливних баків. Двигун і трансмісія були встановлені в кормі машини.

### Броньовий корпус та башта
Броньовий корпус танка зварюються з катаних броньових плит завтовшки 75, 40, 30 і 20 мм. Броньовий захист однаково міцний (бронеплити з товщиною відмінною від 75 мм використовувалися тільки для горизонтального бронювання машини), протиснарядний. Броньові плити лобової частини машини встановлювалися під раціональними кутами нахилу. Башта серійних КВ випускалася в трьох варіантах: лита, зварна з прямокутною нішею і зварна із закругленою нішею. Товщина броні у зварних башт була 75 мм, у литих — 95 мм, оскільки лита броня була менш міцною. У 1941 році зварні башти та бортові бронеплити деяких танків були додатково посилені — на них на болтах закріпили 25-мм броньові екрани, причому між основною бронею і екраном залишався повітряний проміжок, тобто цей варіант КВ-1 фактично отримав рознесене бронювання. Не зовсім зрозуміло, навіщо це було зроблено, так як для 1941 навіть штатне бронювання КВ-1 в принципі було надлишковим. У деяких джерелах помилково вказується, що танки випускалися з катаною бронею завтовшки 100 мм і більше — насправді ця цифра відповідає сумі товщини основної броні танка і екранів.
Лобова частина башти з амбразурою для гармати, утворена перетинанням чотирьох сфер, відливалася окремо і була зварена з іншими бронедеталями башти. Маска гармати являла собою циліндричний сегмент гнутої катаної бронеплити і мала три отвори — для гармати, спареного кулемета і прицілу. Башта встановлювалася на погон діаметром 1535 мм в броньованому даху бойового відділення і фіксувалася захватами, щоб уникнути звалювання при сильному крені або перекиданні танка. Погон башти розмічався у тисячних для стрільби із закритих позицій.
Механік-водій розташовувався по центру в передній частині бронекорпуса танка, ліворуч від нього знаходилося робоче місце стрільця-радиста. Три члени екіпажу розташовувалися у башті: ліворуч від гармати були робочі місця навідника і заряджаючого, а праворуч — командира танка. Посадка і вихід екіпажу здійснювались через два круглих люка: один у башті над робочим місцем командира і один на даху корпусу над робочим місцем стрільця-радиста. Корпус також мав днищевий люк для аварійного покидання екіпажем танка і ряд люків, дверцят і технологічних отворів для навантаження боєкомплекту, доступу до горловини паливних баків, інших вузлів і агрегатів машини.

### Озброєння
На танках перших випусків встановлювалася гармата Л-11 калібру 76,2 мм з боєкомплектом 111 пострілів (за іншими даними — 135). Цікаво, що початковий проєкт передбачав ще й спарену з нею 45-мм гармату 20К, хоча за бронепробиттям 76-мм танкова гармата Л-11 практично не поступалася протитанковій 20К. Напевно, міцні стереотипи про необхідність мати 45-мм протитанкову гармату разом з 76-мм пояснювалися її більш високою скорострільністю і великим боєкомплектом. Але вже на прототипі, направленому на Карельський перешийок, 45-мм гармату зняли і встановили замість неї кулемет ДТ-29. Згодом гармату Л-11 замінили на 76-мм гармату Ф-32, а восени 1941 року — на гармату ЗІС-5 з більшою довжиною ствола в 41,6 калібри.
Гармата ЗІС-5 монтувалася на цапфах у башті і була повністю врівноважена. Сама башта з гарматою ЗІС-5 також була врівноваженою: її центр мас розташовувався на геометричній осі обертання. Гармата ЗІС-5 мала вертикальні кути наведення від −5 ° до +25 °, при фіксованому положенні башти вона могла наводитимуть в невеликому секторі горизонтального, т.зв. "ювелірного", наведення. Постріл проводився за допомогою ручного механічного спуску.
Боєкомплект гармати становив 111 пострілів унітарного заряджання. Снаряди укладалися у башті і вздовж обох бортів бойового відділення.
На танку КВ-1 встановлювалися три 7,62-мм кулемети ДТ-29: спарений з гарматою, а також курсовий та кормовий у кульових установках. Боєкомплект до всіх ДТ становив 2772 патрона. Ці кулемети монтувалися таким чином, що в разі потреби їх можна було зняти з монтувань і використовувати поза танком. Також для самооборони екіпаж мав кілька ручних гранат Ф-1 і іноді забезпечувався пістолетом для стрільби сигнальними ракетами. На кожному п'ятому КВ монтували зенітну турель для ДП, проте на практиці зенітні кулемети ставили рідко.

### Двигун

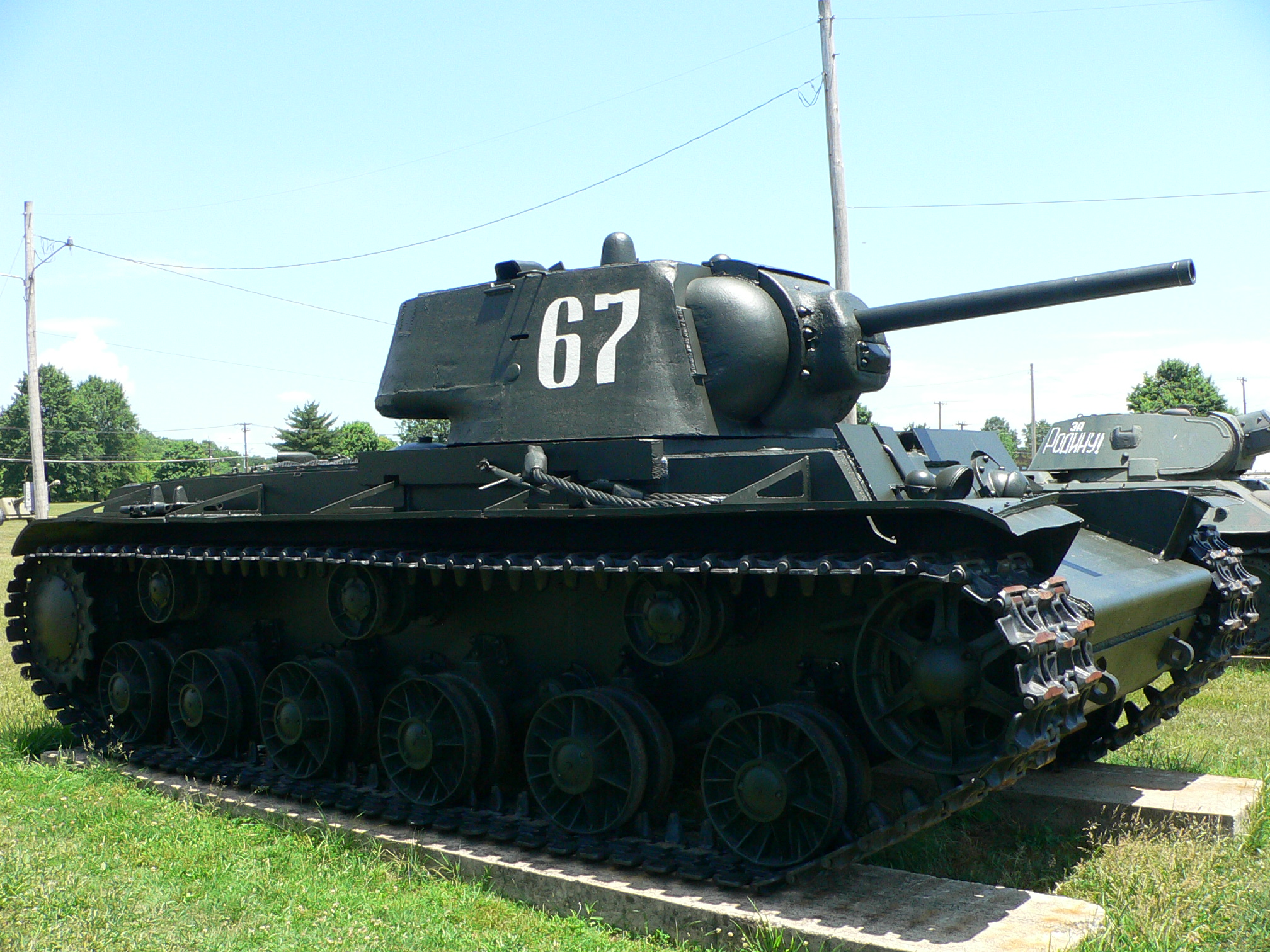
КВ-1, Абердинський полігон, США

КВ-1 оснащувався чотиритактним V-подібним 12-циліндровим дизельним двигуном В-2К потужністю 500 к. с. (382 кВт) при 1800 об / хв, згодом через загальне збільшення маси танка після встановлення більш важких литих башт, екранів і скасування стружки крайок бронеплит потужність двигуна довели до 600 к. с. (441 кВт). Пуск двигуна забезпечувався стартером СТ-700 потужністю 15 к. с. (11 кВт) або стисненим повітрям з двох резервуарів ємністю 5 л у бойовому відділенні машини. КВ-1 мав щільну компоновку, при якій основні паливні баки об'ємом 600—615 л розташовувалися і в бойовому, і в моторно-трансмісійному відділеннях. У другій половині 1941 року через брак дизелів В-2К, які вироблялися тоді тільки на заводі № 75 у Харкові (з осені того ж року почався процес евакуації заводу на Урал), танки КВ-1 випускалися з чотиритактними V-подібними 12 -циліндровими карбюраторними двигунами М-17Т потужністю 500 к. с. Навесні 1942 року було видано постанову про переобладнання всіх танків КВ-1 з двигунами М-17Т, які перебували в строю, знову на дизель-мотори В-2К — евакуйований завод № 75 налагодив їх виробництво в достатній кількості на новому місці.

### Трансмісія
Танк КВ-1 оснащувався механічною трансмісією, до складу якої входили:
- Багатодисковий головний фрикціон сухого тертя «сталі по феродо»;
- П'ятиступінчаста коробка передач тракторного типу;
- Два багатодискових бортових фрикціона з тертям «сталь по сталі»;
- Два бортових планетарних редуктора;
- Стрічкові плавучі гальма.

Всі приводи керування трансмісією — механічні. При експлуатації у військах найбільше число нарікань і рекламацій на адресу заводу-виробника викликали саме дефекти і вкрай ненадійна робота трансмісійної групи, особливо у перевантажених танків КВ випуску воєнного часу. Практично всі авторитетні друковані джерела визнають одним з найістотніших недоліків танків серії КВ і машин на його базі низьку надійність трансмісії в цілому.